# Lost River (Idaho)
Lost River is een plaats (city) in de Amerikaanse staat Idaho, en valt bestuurlijk gezien onder Custer County.

## Demografie
Bij de volkstelling in 2000 werd het aantal inwoners vastgesteld op 26.

## Geografie
Volgens het United States Census Bureau beslaat de plaats een oppervlakte van
22,6 km², geheel bestaande uit land.

## Plaatsen in de nabije omgeving
De onderstaande figuur toont nabijgelegen plaatsen in een straal van 56 km rond Lost River.